# Lista de aeroportos do Distrito Federal
Lista de aeroportos do Distrito Federal, constando o nome oficial do aeroporto, o código IATA e/ou o código ICAO e a região administrativa onde tal aeroporto se encontra:

## Internacional
Federais Infraero
- Aeroporto Internacional Presidente Juscelino Kubitschek (IATA: BSB, ICAO: SBBR) - Lago Sul (Concedido).[2]

## Regionais
Distritais
- Aeroporto de Planaltina (IATA: ***, ICAO: SWPV) - Planaltina

Privados
- Aeródromo Aerorancho (IATA: ***, ICAO: SDNT) - Sobradinho
- Aeródromo Asas do Ar (IATA: ***, ICAO: SINA) - Planaltina
- Aeroporto Planalto Central (IATA: ***, ICAO: SIQE) - São Sebastião
- Aeródromo Coopadf (IATA: ***, ICAO: SSWB) - Paranoá
- Aeródromo Fazenda Coperbrás (IATA: ***, ICAO: SJXU) - Planaltina
- Aeródromo Fazenda Lamarão (IATA: ***, ICAO: SDZF) - Paranoá
- Aeródromo Piquet (IATA: ***, ICAO: SSGP) - Lago Sul

## Demolidos
- Aeroporto de Vera Cruz